# روبرت إيفانز (ممثل)
روبرت إيفانز (بالإنجليزية: Robert Evans)‏ هو مذيع ومنتج ومنتج أفلام وممثل أمريكي، ولد في 29 يونيو 1930 بنيويورك في الولايات المتحدة. بدأ مشواره المهني سنة 1957، ومن الجوائز التي نالها جائزة الغولدن غلوب.

## أعمال

### أفلام
- (1972) العراب[10][11][12]
- (1974) الحي الصيني
- (1976) رجل الماراثون
- (1977) الأحد الأسود
- (1984) نادي القطن
- (1996) الشبح
- (2003) كيف تخسرين رجلا في 10 أيام[13]

## جوائز وترشيحات
جوائز
- جائزة الغولدن غلوب

ترشيحات
- جائزة الأوسكار لأفضل فيلم، عن عمل: الحي الصيني

## وصلات خارجية
- روبرت إيفانز على موقع IMDb (الإنجليزية)
- روبرت إيفانز على موقع ميتاكريتيك (الإنجليزية)
- روبرت إيفانز على موقع روتن توميتوز (الإنجليزية)
- روبرت إيفانز على موقع قاعدة بيانات الأفلام العربية
- روبرت إيفانز على موقع ألو سيني (الفرنسية)
- روبرت إيفانز على موقع ميوزك برينز (الإنجليزية)
- روبرت إيفانز على موقع أول موفي (الإنجليزية)
- روبرت إيفانز على موقع أول موفي (الإنجليزية)
- روبرت إيفانز على موقع قاعدة بيانات الأفلام السويدية (السويدية)
- روبرت إيفانز على موقع إن إن دي بي (الإنجليزية)